# Matthieu Dessertine
 (mai 2025).
Motif : Où sont les sources secondaires attestant de la notoriété au regard des critères généraux ou spécifiques?
- Archive Wikiwix
- Bing
- Cairn
- DuckDuckGo
- E. Universalis
- Gallica
- Google
- G. Books
- G. News
- G. Scholar
- Persée
- Qwant
- (zh) Baidu
- (ru) Yandex
- (wd) trouver des œuvres sur Wikidata

| 1. | Préciser le motif de la pose du bandeau. | Précisez le motif de la pose du bandeau en utilisant la syntaxe suivante : {{admissibilité à vérifier\|date=mai 2025\|motif=remplacez ce texte par le motif}}                            |
| 2. | Informer les utilisateurs concernés.     | Pensez à avertir le créateur de l'article, par exemple, en insérant le code ci-dessous sur sa page de discussion : {{subst:avertissement admissibilité à vérifier\|Matthieu Dessertine}} |

Pour les articles homonymes, voir Dessertine.
Matthieu Dessertine est un acteur français.

## Biographie
Il a suivi le cycle préparatoire du Cours Florent de 2003 à 2005, puis la classe libre du Cours Florent de 2005 à 2007, enfin de 2007 à 2010 le Conservatoire national supérieur d'art dramatique.

## Filmographie

### Cinéma

#### Courts métrages
- 2004 : Garde à vue
- 2006 : Rachel de Frédéric Mermoud : Boris
- 2007 : La Consolation de Nicolas Klotz : Alex
- 2008 : Une nuit en mai de Louise Jailleret : Lucien
- 2015 : 1992 de Anthony Doncque
- 2016: Derrière toi

### Télévision
- 2004 : Robert de la jungle
- 2006 : C com ç@ de François Gobert : Adrien
- 2006 : Préjudices (épisode Élite nationale) de Frédéric Berthe : Sébastien Lefranc
- 2007 : Commissaire Cordier (épisode Classe tout risque) de Thierry Petit : Damien Belloc
- 2009-2011 : Diane, femme flic, (neuf épisodes) : Thomas Carro
- 2011 : À la recherche du temps perdu de Nina Companeez
- 2011 : La Mauvaise Rencontre de Josée Dayan : Loup
- 2012 : Clash (épisode Olivia : Hymen) de Pascal Lahmani : Sam
- 2020 : Les Rivières pourpres (saison 2 épisodes 1 et 2) : Bastien
- 2023 : Adieu vinyle de Josée Dayan : Jean Leprat

## Théâtre
- 2005 : La Mort, création collective, mise en scène Julien Kosellek
- 2006 : Une saison en enfer d'Arthur Rimbaud, mise en scène Benjamin Porée, Théâtre de l'Ange en Avignon
- 2009 : Les Enfants de Saturne d'Olivier Py, mise en scène de l'auteur, Odéon-Théâtre de l'Europe Ateliers Berthier - Virgile
- 2010 : La Coupe et les lèvres d'Alfred de Musset, mise en scène Jean-Pierre Garnier, Théâtre de la Tempête
- 2010 : Agnus dei de Victor Cova, mise en scène Simon Bourgade, Théâtre de l’Élysée de Lyon
- 2010 : Andromaque de Racine, mise en scène de Benjamin Porée, Théâtre de Vanves
- 2011 : Coït de Léon Masson, Théâtre du Marais
- 2011 : Roméo et Juliette de William Shakespeare, mise en scène Olivier Py, Odéon-Théâtre de l'Europe - Roméo
- 2013 : Phèdre de Sénèque, mise en scène Élisabeth Chailloux, Théâtre des Quartiers d'Ivry - le messager
- 2014 : Orlando ou l'impatience de et mise en scène Olivier Py, La FabricA (Avignon in) - Orlando
- 2014 : Le Chanteur d'Opéra de Frank Wedekind, mise en scène Frédéric Jessua, La Loge (Paris)- Oskar Gerardo
- 2015 : Le Roi Lear de William Shakespeare, mise en scène Olivier Py, Festival d'Avignon (Cour d'Honneur du Palais des Papes)

## Radio
- Matthieu Dessertine interprète un extrait de Pagne de femme d'Ousman Diarra dans l'émission Résonance Africaine ayant pour thème : Les droits de la femme au Niger sur Aligre FM le 27 mars 2007.